# Palmaria
Palmaria je ostrov v Ligurském moři náležící Itálii. Má rozlohu 1,6 km² a je největším ze souostroví čítající další dva ostrovy, a to Tino a Tinetto.
Od roku 1997 jsou všechny tři ostrovy součástí světového dědictví UNESCO.